# Jars of Clay
I Jars of Clay sono un gruppo di rock cristiano statunitense formatosi a Greenville (Illinois).
I componenti sono Dan Haseltine, Charlie Lowell, Stephen Mason e Matthew Odmark. La band non ha un batterista fisso, né un bassista per i concerti live per cui questi ruoli furono in passato presi da Joe Porter e Aaron Sands, mentre dal 2006 vi sono Jeremy Lutito e Gabe Ruschival. Lo stile del gruppo è prevalentemente rock ma svaria in molti altri generi come folk rock, rock acustico, blues e alternative rock.
Il nome della band deriva dalla traduzione di 2º Corinzi 4,7 della traduzione New International Version della Bibbia
(2 Co 4:7)
Nella loro canzone "Four Seven" (una traccia nascosta nel primo album Jars of Clay), il testo è la parafrasi di questo versetto.

## Storia della band

### Formazione
I Jars of Clay sono stati formati al Greenville College a Greenville, Illinois nei primi anni novanta da Dan Haseltine, Steve Mason e Charlie Lowell. Avevano cominciato a suonare e scrivere canzoni senza pensare ad una carriera nella musica, ma più che altro per divertimento. Il secondo chitarrista Matt Bronlewee si è unito al gruppo qualche tempo più tardi, e anche il batterista Scott Savage li ha accompagnati in qualche performance live di quel periodo.
Nel 1994 il gruppo presentò una demo ad una gara organizzata dalla Gospel Music Association e furono selezionati come finalisti. Viaggiarono a Nashville per suonare e vinsero. Tornati a Greenville pubblicarono una demo auto-prodotta chiamata Frail. La canzone dal titolo Frail era stata in origine scritta da Steve Mason per un'audizione scolastica a Greenville (la sua candidatura ebbe successo). La loro performance a Nashville e la loro demo catturarono l'attenzione di una casa discografica, per questo motivo decisero di lasciare gli studi e trasferirisi a Nashville. A questo punto Bronlewee lasciò il gruppo per terminare gli studi e sistemarsi con la propria fidanzata; venne rimpiazzato da Matt Odmark, amico d'infanzia di Lowell.

### Anni 90
I Jars of Clay firmarono con la Essential Records e cominciarono a registrare il loro primo album. Questo album di debutto fu pubblicato nel 1995 e una delle canzoni, "Flood", diventò una hit nelle stazioni radio cristiane. Quando il pezzo cominciò a scalare le classifiche delle radio principali, la Silvertone (una azienda collegata alla Essential) cominciò a promuovere in modo energico la canzone facendola diventare una delle canzoni più conosciute di una band cristiana. L'album ha ottenuto tre dischi di platino.
La band andò in tour come gruppo di supporto per altri artisti, come PFR, e anche per artisti più famosi come Matchbox Twenty e Sting. Questo ebbe una forte reazione negativa da parte dei gruppi Cristiani più conservativi. Hanno inoltre pubblicato un album natalizio intitolato Little Drummer boy alla fine del 1995. Questo album fu ripubblicato nel 1997. Nel 1997 venne pubblicato anche il loro secondo album, Much Afraid, prodotto da Stephen Lipson. L'album vendette molte copie e gli fece vincere un premio Grammy. Nonostante questo non raggiunse lo stesso successo dell'album precedente.
Nel 1999 venne pubblicato il terzo album, If I Left The Zoo, prodotto da Dennis Herring, con cui vinsero il disco d'oro e il secondo premio Grammy. In questo periodo il batterista Savage abbandonò le performance live dei Jars of Clay per suonare con Jaci Velasquez e venne rimpiazzato da Joe Porter. Uno dei brani tratti da If I Left The Zoo, "Unforgetful You", venne utilizzato nella colonna sonora del film Drive Me Crazy.

### Anni 2000
Nel 2001 i quattro membri della band ricevettero i loro Diplomi Onorari al Greenville College, dove tre di loro avevano studiato in precedenza prima di lasciare gli studi per trasferirsi a Nashville.
Nel 2002 uscì il loro quarto album, The Eleventh Hour che diede alla band un altro premio Grammy, per il terzo anno di fila. A differenza degli album precedenti, The Eleventh Hour fu concepito come un disco di Christian rock, a cui parteciparono sia i musicisti da studio che quelli che suonavano nei tour in modo da riempire la mancanza della batteria e del basso.
Il 2003 vede il gruppo ritornare alle origini del loro sound folk. Il doppio disco Furthermore: From the Studio, From the Stage contiene un disco acustico e uno live. Quello acustico consiste in una reinterpretazione di alcune canzoni dell'album The Eleventh Hour, aggiungendo anche una reinterpretazione della canzone "Dig" di Adam Again (intesa come tributo a Gene Eugene, morto di recente). Il disco live contiene alcune delle più famose conzoni della band.
Il gruppo continua con questo approccio più acustico nel loro quinto album registrato in studio, Who We Are Instead, pubblicato il 4 novembre 2003. In questo disco la band rivisita diversi stili che aveva utilizzato già in precedenza e sperimentando nuove influenze musicali come il gospel, inni e lo stile "newgrass" di Nickel Creek.
All'inizio del 2005 esce l'album Redemption Songs, una collezione di inni e canti tradizionali. Nonostante non vi sia nessuna nuova canzone scritta per questo disco, in diversi pezzi hanno riscritto e riarrangiato nuove melodie. "God Will Lift Up Your Head", riarrangiato in stile rock acustico, è diventato subito un successo nelle radio Cristiane. Alla fine del 2005 la band annunciò che la scrittura di un nuovo disco era quasi completata e che in primavera sarebbero tornati in studio per registrarlo. Questo nuovo progetto, intitolato Good Monsters, venne pubblicato il 5 settembre 2006. Nel dietro le quinte dei GMA Award 2006, i Jars of Clay hanno definito quest'ultimo lavoro il loro primo vero album rock. Nell'edizione della rivista statunitense CCM Magazine del settembre 2006, la band attribuì l'ispirazione del sound da improvvisazione dell'album a Ashley Cleveland, un artista loro compagno. La rivista lo definisce: "l'album più intenso che la comunità musicale cristiana abbia mai pubblicato negli ultimi anni".
Nel marzo 2007, la band ha annunciato in un concerto tenuto a Des Moines, Iowa, che non erano più affiliati alla Essential Records e che avrebbero cominciato a pubblicare musica in modo indipendente. Hanno anche annunciato che erano al lavoro per un album natalizio che vede la luce nell'ottobre dello stesso anno e che prende il titolo di Christmas Songs.
Nel luglio 2008 pubblicano per il mercato digitale l'EP Closer EP, che viene diffuso in formato CD il mese successivo. Il decimo album in studio The Long Fall Back to Earth è stato pubblicato nell'aprile 2009 e contiene quattordici canzoni tra cui anche Closer. Il singolo radiofonico di promozione è Two Hands.

### Anni 2010
Nell'ottobre 2010 esce The Shelter, album che presenta numerose collaborazioni come quelle di Brandon Heath, Michael Gungor, Leigh Nash, David Crowder, Amy Grant e Mac Powell dei Third Day.
Nel 2012 registrano in Oregon il loro successivo album Inland, che viene pubblicato nell'agosto 2013. Questo disco, prodotto da Tucker Martine, viene anticipato dal singolo After the Light.

## Blood: Water Mission
Il cantante Dan Haseltine visitò l'Africa nel 2002 e questo lo ispirò a fondare la Blood: Water Mission, una organizzazione non-profit per la raccolta di consapevolezza e di denaro per la povertà e le regioni del continente afflitte dall'AIDS. Il nome deriva da, come afferma Haseltine, "Le due cose di cui ha più bisogno l'Africa" - sangue pulito e acqua pulita. La missione ha dato il via al "1000 Wells project", con lo scopo di costruire mille nuovi pozzi in Africa.

## Fede
In un'intervista del 2002 con Scott Simon della NPR su Weekend Edition Saturday, rispondendo a una domanda riguardo al contenuto religioso relativamente elusivo della loro musica, Haseltine ha risposto: "le nostre canzoni...non sono fatte per spiegare la nostra fede", ma "parlano delle nostre vite che sono influenzate dalla nostra fede." Haseltine ha spiegato la decisione di " tirarsi indietro da...il linguaggio religioso tradizionale" consapevole però di dover rendere la loro musica più accessibile a quelli che "non si interessano di religione" e di "amare le persone in un modo che non sia esclusivo solo per le semplici persone che comprendono il linguaggio cristiano".

## Formazione

### Formazione attuale
- Dan Haseltine – voce, percussioni, melodica
- Charlie Lowell – pianoforte, organo, fisarmonica, tastiere, secondi voci
- Stephen Mason – chitarra, voce, basso, lap & pedal steel, mandolino, seconde voci
- Matthew Odmark – chitarra acustica, banjo, seconde voci (sostituito da Matt Bronleewee nel 1994)

### Ex componenti
- Matt Bronleewe - chitarra (1993-1994)

### Membri nei tour
- Gabe Ruschival - basso (dal 2006)
- Jeremy Lutito - batteria (dal 2005)
- Aaron Sands – basso (1995–2005)
- Joe Porter – batteria (1999–2005)
- Scott Savage – batteria (1993–1999)

## Discografia

### Album in studio
- 1995 – Jars of Clay
- 1997 – Much Afraid
- 1999 – If I Left the Zoo
- 2002 – The Elevent Hour
- 2003 – Furthermore: From the Studio, from the Stage
- 2003 – Who We Are Instead
- 2005 – Redemption Songs
- 2006 – Good Monsters
- 2007 – Christmas Songs
- 2009 – The Long Fall Back to Earth
- 2010 – The Shelter
- 2013 – Inland

### Raccolte
- 2001 – Jar of Gems
- 2007 – The Essential Jars of Clay
- 2008 – Greatest Hits
- 2014 – 20

### Album digitali
- 2005 – Roots & Wings
- 2005 – iTunes Originals - Jars of Clay
- 2006 – Mini Monsters
- 2008 – Closer
- 2010 – Live at Gray Matters, Vol. 1: Songs from The Long Fall Back to Earth
- 2010 – Live at Gray Matters, Vol. 2: The Rewind Edition
- 2010 – Live at Gray Matters, Vol. 3: The Christmas Edition
- 2011 – Live at Gray Matters, Vol. 4: One Mic

### Altre pubblicazioni
Lista parziale
- 1996 – Jars of Clay Platinum
- 1997 – Crazy Times Maxi-Single
- 1997 – Seatbelt Tuba: The Acoustic Sessions
- 1999 – The White Elephant Sessions
- 1999 – Front Yard Luge
- 2007 – Live Monsters

## DVD
- 2002 - 11Live: Jars of Clay in Concert

## Curiosità
- Dan Haseltine è fratello di Matthew Haseltine, membro in passato della band Marzuki.
- Dan Haseltine incontrò per la prima volta Steve Mason al college dopo aver notato che stava portando una maglietta dei Toad the Wet Sprocket.
- Matthew Odmark è stato il tecnico del suono per molti album di musicisti.
- La canzone Flood, dal loro album di debutto, è stata usata come sigla per il documentario della A&E God or the Girl, che raccontava la vita di quattro ragazzi indecisi se farsi prete o no.

## Premi e riconoscimenti
GMA Dove Awards
- 2006 - Recorded Music Packaging of the Year (Redemption Songs)
- 2007 - Rock/Contemporary Album of the Year (Good Monsters)
- 2007 - Short Form Music Video of the Year (Work)
- 2010 - Pop/Contemporary Album of the Year (The Long Fall Back to Earth)
- 2010 - Recorded Music Packaging of the Year (The Long Fall Back to Earth: Deluxe Edition)

Grammy Awards
- 1998 - Best Pop/Contemporary Gospel Album (Much Afraid)
- 2000 - Best Pop/Contemporary Gospel Album (If I Left the Zoo)
- 2002 - Best Pop/Contemporary Gospel Album (The Eleventh Hour)